# كتائب أحرار الشام
كتائب أحرار الشام إحدى الفصائل العسكرية الإسلاموية التي نشأت إبان الثورة السورية وقاتلت جنبًا إلى جنب مع الجيش السوري الحر ضد الجيش العربي السوري، بدأت عملها قبل الجيش الحر، وعندما أعلن عن تأسيسه لم تنضم إليه ثم أعلنت عن نفسها في نوفمبر 2011، ثم تحولت كتائب أحرار الشام إلى حركة أحرار الشام الإسلامية في 31 يناير 2013 وذلك من خلال اتحادها مع ثلاث فصائل عسكرية على رأسها حركة الفجر الإسلامية.

## التشكيل
عمل أبي عبد الله الحموي على تشكيل مجموعة مقاتلة في سهل الغاب بريف حماة بعد خروجه من سجن صيدنايا العسكري وازدياد عدد القتلى في المظاهرات، ضمت المجموعة عبد الناصر الياسين الملقب بأبي طلحة الغاب وطلال الأحمد الملقب بتمام، ونفذت أولى عملياتها العسكرية في معركة حاجز العميقة.
في الوقت نفسه كان خالد أبي أنس يعمل على تشكيل مجموعة مقاتلة في مدينة سراقب في ريف إدلب.
في مرحلة مبكرة اجتمع أبي عبد الله الحموي وخالد أبي أنس واتفقا على الاندماج تحت اسم كتائب أحرار الشام وبقيادة أبي عبد الله الحموي، والتي سرعان ما انضمت إليها مجموعات من كل من مدينة إدلب ومعرة النعمان ورام حمدان وبنش وتفتناز، وكانت هذه المجموعات هي النواة الأولى للكتائب، قبل أن تنضم لها كتائب من حلب واللاذقية وباقي المحافظات السورية.

## الانتماء
أكدت كتائب أحرار الشام في بياناتها أنها كتائب مستقلة لا تتبع لأي تنظيم آخر من التنظيمات العاملة داخل سوريا وخارجها، لكن مع ذلك تزايدت الاتهامات والشائعات في الفترة الأولى من تأسيسها عن انتمائها لتنظيم، وجاءت هذه الاتهامات كون أغلب قادتها الأوائل ممن يحملون الفكر السلفي وممن سجنوا في سجن صيدنايا وكانت لهم تجارب جهادية سابقة في العراق أو أفغانستان، ومما زاد من اللبس فيديو مجهول نشر على اليوتيوب تعلن فيه مجموعة من المسلحين تأسيس كتيبة في مدينة إدلب وخلفهم راية كتب عليه «كتائب أحرار الشام - جبهة النصرة».
دخلت كتائب أحرار الشام في تحالف مع فصائل مسلحة أخرى في سوريا تحت اسم «جبهة ثوار سوريا» وفيما بعد وبعد انحلال جبهة ثوار سوريا أعلنت كتائب أحرار الشام مع كتائب إسلامية أخرى تشكيلها الجبهة الإسلامية السورية.

## عسكريًا
تشتمل على عدد كبير من الألوية والكتائب منها لواء الإيمان في حماة ولواء التمكين في إدلب، ومن الكتائب كتيبة أجناد الشام في طعوم والكتيبة الخضراء في إدلب وما حولها وكتيبة عباد الرحمن في أريحا وكتيبة سارية الجبل في جبل الزاوية وكتيبة صلاح الدين في حماة وكتيبة الشيماء في معردبسي وكتيبة التوحيد والإيمان في معرة النعمان وكتيبة الفرقان في سراقب وكتيبة الشهبد حسن أزهري في اللاذقية. اعتمدت حركة أحرار الشام في عملياتها وتسليحها على الغنائم التي تكسبها من اقتحام الحواجز واستهداف الأرتال المارة بمحافظة إدلب، وتعتمد في تمويلها على التبرعات الخليجية من أفراد سوريين وغير سوريين يدعمون الكتائب.
برزت قوة الكتائب في مواجهة الجيش السوري في عدة مواقع كطعوم وتفتناز وجبل الزاوية وسراقب وأريحا وكذلك بنش، واشتهرت بقدراتها في صناعة الألغام وتنفيذ الكمائن وتمكنت أيضاً من تفجير عدد من السيارات المفخخة المسيرة عن بعد في حواجز للنظام أشهرها حاجز سيجر وحاجز البرقوم.
خاضت كتائب أحرار الشام معركة ضخمة بتاريخ 29 أغسطس 2012 سميت باسم «معركة القادسية الثانية» استهدفت من خلالها مطار تفتناز العسكري للمروحيات حيث دمرت 10 مروحيات على أرض المطار و70% من مرافق المطار، كما تمكنت الحركة بمشاركة جبهة النصرة ولواء صقور الشام في شهر يناير 2013 من السيطرة على مطار تفتناز العسكري بشكل الكامل وعلى ما يحويه من طائرات ومعدات وذخائر.
ساهمت كتائب أحرار الشام أيضًا في السيطرة على كل من السجن المركزي في إدلب وقاعدة الدويلية الجوية في ريف إدلب، ومنطقة إيكاردا وكتيبة الدفاع الجوي في جبل الحص وكتيبة الدفاع الجوي في الشيخ بركات بريف حلب، ومركز البحوث العلمية في حلب، واليعقوبية في محافظة إدلب وقمة برج القصب في اللاذقية.